# Alfred William Howitt
Alfred William Howitt CMG (17 de abril de 1830 – 7 de marzo de 1908) fue un antropólogo, explorador, y naturalista australiano.

## Biografía

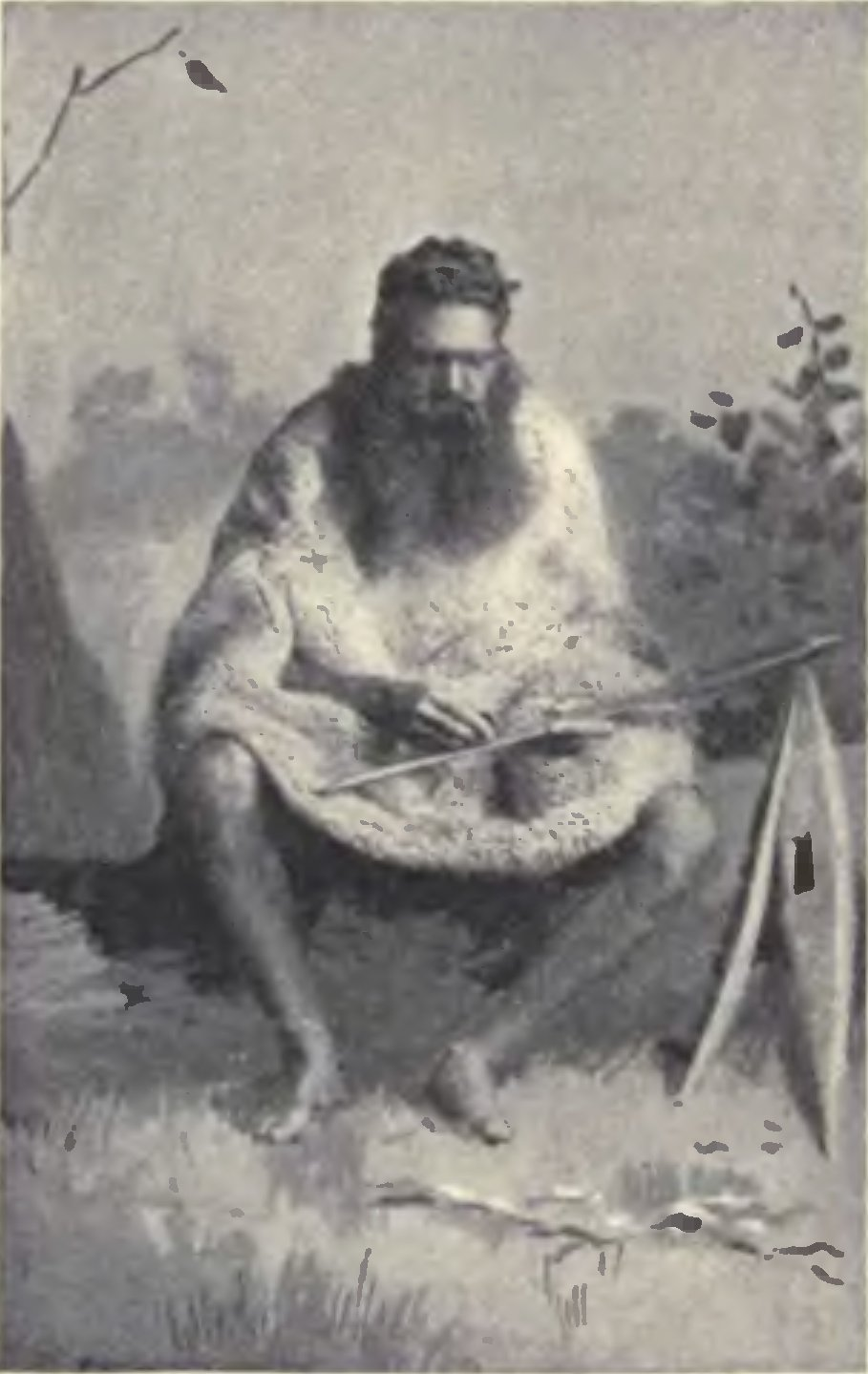
Ilustración en p. 40 de The native tribes of South-East Australia, 1904.

Howitt era aborigen de Nottingham, Inglaterra, hijo de los escritores William Howitt y Mary Botham. En 1852, fue a los campos de oro de Victoria, con su padre y hermano para visitar a su tío, Godfrey Howitt. Inicialmente, Howitt fue geólogo en  Victoria; más tarde, trabajó como director de extracción de oro en Gippsland Norte. Howitt pasó a ser nombrado magistrado de la policía; y, comisionado de Warden Crown Lands; y, más tarde, ocupó el cargo de Secretario del Departamento de Minas.
En 1861, la Real Sociedad de Victoria designó a Howitt líder de la "Expedición de Socorro victoriana", con la tarea de establecer el destino de la desgraciada expedición de Burke y Wills. Howitt era un experto en exploraciones; tomó solo el equipo necesario y un pequeño grupo, para el viaje a Cooper Creek. Allí, el 16 de septiembre, encontró al único superviviente. John King; Howitt sepultó a Burke y a Wills antes de retornar a Melbourne con el sobreviviente King. En una expedición de seguimiento a Cooper Creek, en 1862, Howitt recuperó los restos de Burke y Wills. para inhumarlos en el Cementerio General de Melbourne.
Howitt recolectó especímenes botánicos, durante sus expediciones en el noreste de Australia Meridional, sudoeste de Queensland y Nueva Gales del Sur occidental; sus colecciones fueron enviadas al Barón von Mueller; y, ahora se resguardan en Melbourne.
Howitt investigó la cultura y la sociedad de los originarios australianos, en particular los aspectos sociológicos de parentesco y casamiento; siendo influenciado por las teorías de la evolución y de antropología. Su obra mayor (en coautoría con Lorimer Fison) fue "Kamilaroi y Kurnai" (1879), que fue reconocido internacionalmente como un hito en el desarrollo de la ciencia moderna de la antropología; tal trabajo fue utilizado por entre otros, el antropólogo del siglo XX Norman Tindale.
En 1863, se casó con Maria (apodo 'Liney') Boothby; y, tuvieron cinco hijos. Maria era hija del Juez Benjamin Boothby, presidente del Tribunal Supremo de la Colonia de Australia del Sur. Howitt fue Secretario de Minas en Victoria.
Howitt falleció en 1908, en Bairnsdale, Victoria. El parque recreativo nombrado en su honor, está ubicado junto al Puente del Río Mitchell en el lado este de Bairnsdale.
La vida científica de Howitt compartió una ironía especial con la de su viejo amigo. Lorimer Fison. Ambos fueron puestos en movimiento por Lewis Henry Morgan; y, Morgan puso más esperanza en Fison que en Howitt. Sin embargo, Fison abandonó su búsqueda científica poco después de la muerte de Morgan, mientras que Howitt perseveró durante muchos años. La obra magna de Howitt, The Native Tribes of South East Australia (1904), sigue siendo uno de los únicos estudios científicos contemporáneos de las instituciones nativas de los originarios de Australia Central.

## Obra

### Algunas publicaciones
- Geological Survey of Victoria. Report of Progress by R. -Brough Smyth with Reports on the Geology, Mineralogy, and Physical Structure of varions Parts of the Colony × Ferd. M. Krause Reginald A. F. Murray Alfred W. Howitt. (etc.) Ferres Melbourne, Londres 1876 (en Biblioteca Nacional de Austria (ÖNB)

## Honores

### Galardones
- 1903, fue galardonado con la medalla Clarke por la Real Sociedad de Nueva Gales del Sur;
- 1904, recibe la primera medalla Mueller por la Real Sociedad de Victoria;
- Fondo conmemorativo, establecido después de su deceso, para adquirir libros raros, sobre temas como antropología, geología y botánica, para la Biblioteca de la Royal Society; esos libros fueron inscritos: "Comprados po el Fondo en Memoria de A.W. Howitt". Fue nombrado CMG en los Honores de cumpleaños reales de 1906.

### Eponimia
- Monte Howitt en Victoria,
- Howitt Hall, uno de los Halls de Residencia, en la Universidad de Monash.
- La abreviatura «A.W.Howitt» se emplea para indicar a Alfred William Howitt como autoridad en la descripción y clasificación científica de los vegetales.[3]